# Pnictes
Pnictes is een monotypisch geslacht van straalvinnige vissen uit de familie van de amerikaanse tongen (Achiridae).

## Soort
- Pnictes asphyxiatus (Jordan, 1889)